# NGC 889
NGC 889 est une galaxie elliptique située dans la constellation du Phénix. NGC 889 a été découverte par l'astronome britannique John Herschel en 1834.

## Caractéristiques
Sa vitesse par rapport au fond diffus cosmologique est de 5 031 ± 14 km/s, ce qui correspond à une distance de Hubble de 74,2 ± 5,2 Mpc (∼242 millions d'al).